# Полвага-Джанападая (Грама Ніладхарі)
Грама Ніладхарі Полвага-Джанападая (№ W/86F) — Грама Ніладхарі підрозділу ОС Ампара, округ Ампара, Східна провінція, Шрі-Ланка.

## Демографія
| Населення (2007) | Населення (2007) | Населення (2007) | Населення (2007) | Населення (2007) |
| Населення        | Чоловіки         | Жінки            | Діти             | Дорослі          |
| ---------------- | ---------------- | ---------------- | ---------------- | ---------------- |
| 1770             | 850              | 920              | 680              | 1090             |